# Don Marcelino
Don Marcelino ist eine philippinische Stadtgemeinde in der Provinz Davao Occidental.

## Baranggays
Don Marcelino ist politisch in 15 Baranggays unterteilt.
- Calian
- Kiobog
- North Lamidan
- Lawa (Pob.)
- Nueva Villa
- Talaguton(Pob.)
- Baluntaya
- Dalupan
- Kinanga
- Lanao
- Lapuan
- Linadasan
- Mabuhay
- South Lamidan
- West Lamidan

## Geschichte
Die Stadtgemeinde Don Marcelino wurde am 19. Dezember 1979 gebildet. Der erste ernannte Bürgermeister war Vicente S. Maruya, welcher das Amt sechs Jahre innehatte, bis er nach der EDSA-Revolution zurücktreten musste und Victor Rodriguez das Amt übernahm. Victor Rodriguez hatte das Bürgermeisteramt drei Amtsperioden inne. Sein Amtsnachfolger war Fidel Sasuman, der das Amt ebenfalls drei Amtsperioden innehatte und bis Juni 2007 Bürgermeister war. Bürgermeister gewählt von 2007 bis 2010 ist John Harvey Johnson.